# فتسارت راتاناونگسا
فتسارت راتاناونگسا (لائو: ສົມເດັຈເຈົ້າ ມຫາ ອຸປຣາຊ ເພັຊຣາຊ ຣັຕນວົງສາ؛ ۱۹ ژانویهٔ ۱۸۹۰ – ۱۴ اکتبر ۱۹۵۹) سیاستمدار اهل لائوس بود. وی از ۲۱ اوت ۱۹۴۱ تا ۱۰ اکتبر ۱۹۴۵ نخست‌وزیر این کشور بود.
فتسارت راتاناونگسا در ۱۴ اکتبر ۱۹۵۹، در سن ۶۹ سالگی درگذشت.